# Umfahrung Innsbruck
| Südportal des Inntaltunnels bei der Einmündung in die Brennerbahn |                      |                                        |                                        |
| |                      |                                        |                                        |
| Streckennummer (ÖBB): | 305 01               |                                        |                                        |
| Streckenlänge: | 14,853 km            |                                        |                                        |
| Spurweite: | 1435 mm (Normalspur) |                                        |                                        |
| Netzkategorie: | A                    |                                        |                                        |
| Stromsystem: | 15 kV 16,7 Hz ~      |                                        |                                        |
| Maximale Neigung: | 9 ‰                  |                                        |                                        |
| Streckengeschwindigkeit: | 160 km/h             |                                        |                                        |
| |                      |                                        |                                        |
| \| \| \| Brenner-Nordzulauf von Grafing Bahnhof \| \| \| \| \| Unterinntalbahn von Kufstein \| \| \| \| 0,561 \| Abzw Fritzens-Wattens 2 (L 558 m) \| Abzw Fritzens-Wattens 2 (L 558 m) \| \| \| \| Unterinntalbahn nach Innsbruck \| \| \| \| 1,9 \| Innbrücke (L 488 m) \| ⊙ \| \| \| 2,1 \| Inntalautobahn A 12 \| Inntalautobahn A 12 \| \| \| 2,315 \| Inntaltunnel Nordportal (L 12,696 km) \| ⊙571 m \| \| \| 4,174 \| Sbl Fritzens-Wattens 13 \| Sbl Fritzens-Wattens 13 \| \| \| 9,966 \| Üst Fritzens-Wattens 14 \| Üst Fritzens-Wattens 14 \| \| \| 10,050 \| zum Brennerbasistunnel (vorbereitet) \| zum Brennerbasistunnel (vorbereitet) \| \| \| 13,242 \| Sbl Fritzens-Wattens 15 \| Sbl Fritzens-Wattens 15 \| \| \| 14,7 \| Brennerautobahn A 13 \| Brennerautobahn A 13 \| \| \| 15,011 \| Inntaltunnel Südportal \| ⊙667 m \| \| \| \| Brennerbahn von Innsbruck \| \| \| \| 15,414 \| Abzw Innsbruck 1 (L 716 m) \| Abzw Innsbruck 1 (L 716 m) \| \| \| \| Brennerbahn nach Verona \| \| |                      |                                        |                                        |
| Strecke |                      | Brenner-Nordzulauf von Grafing Bahnhof | Brenner-Nordzulauf von Grafing Bahnhof |
| Abzweig geradeaus und von rechts |                      | Unterinntalbahn von Kufstein           | Unterinntalbahn von Kufstein           |
| Blockstelle | 0,561                | Abzw Fritzens-Wattens 2 (L 558 m)      | Abzw Fritzens-Wattens 2 (L 558 m)      |
| Abzweig geradeaus und nach rechts |                      | Unterinntalbahn nach Innsbruck         | Unterinntalbahn nach Innsbruck         |
| | 1,9                  | Innbrücke (L 488 m)                    | ⊙                                      |
| | 2,1                  | Inntalautobahn A 12                    | Inntalautobahn A 12                    |
| Tunnelanfang | 2,315                | Inntaltunnel Nordportal (L 12,696 km)  | ⊙571 m                                 |
| Blockstelle (im Tunnel) | 4,174                | Sbl Fritzens-Wattens 13                | Sbl Fritzens-Wattens 13                |
| Überleitstelle / Spurwechsel (im Tunnel) | 9,966                | Üst Fritzens-Wattens 14                | Üst Fritzens-Wattens 14                |
| Abzweig geradeaus und ehemals nach links (im Tunnel) | 10,050               | zum Brennerbasistunnel (vorbereitet)   | zum Brennerbasistunnel (vorbereitet)   |
| Blockstelle (im Tunnel) | 13,242               | Sbl Fritzens-Wattens 15                | Sbl Fritzens-Wattens 15                |
| | 14,7                 | Brennerautobahn A 13                   | Brennerautobahn A 13                   |
| Tunnelende | 15,011               | Inntaltunnel Südportal                 | ⊙667 m                                 |
| Abzweig geradeaus und von rechts |                      | Brennerbahn von Innsbruck              | Brennerbahn von Innsbruck              |
| Blockstelle | 15,414               | Abzw Innsbruck 1 (L 716 m)             | Abzw Innsbruck 1 (L 716 m)             |
| Strecke |                      | Brennerbahn nach Verona                | Brennerbahn nach Verona                |

Koordinaten: 47° 16′ 55,5″ N, 11° 32′ 28,9″ O
Die Umfahrung Innsbruck, offiziell auch Südumfahrung Innsbruck (E330a) und Güterzugumfahrung Innsbruck genannt, ist eine etwa 15,4 km lange zweigleisige elektrifizierte Hauptbahn in Österreich. Sie führt im Wesentlichen in einem Tunnel (Inntaltunnel) an der Tiroler Landeshauptstadt Innsbruck vorbei und verbindet die Unterinntalbahn mit der Brennerbahn. Die 1994 eröffnete Strecke gehört zum Kernnetz der Österreichischen Bundesbahnen (ÖBB), und sie wird auch mit etwa 2/3 ihrer Länge eine von zwei nördlichen Zufahrten in den Brennerbasistunnel bilden.

## Geschichte und Funktion
1944 wurde erstmals eine Umfahrung des Innsbrucker Hauptbahnhofes gebaut, die aber 1945 wieder abgetragen wurde.
Die Umfahrung Innsbruck wurde einerseits zur Kapazitätssteigerung des Güterverkehrs und andererseits zur Verminderung der Lärmbelastung durch Güterzugfahrten im Innsbrucker Stadtgebiet errichtet. Die Gesamtbaukosten wurden mit rund 1,7 Milliarden Schilling (ca. 211 Millionen Euro) angegeben.
Die Eröffnung der Strecke erfolgte am 29. Mai 1994.
Diese Umfahrung wird in die geplante Eisenbahnachse Berlin–Palermo, in deren Brennerbasistunnel der Inntaltunnel künftig eingeleitet wird, einbezogen: Der Brennerbasistunnel wird auf seiner Nordseite einen zweiten, in Innsbruck beginnenden Ast haben, wodurch Fernzüge Berlin–Palermo auch über den Innsbrucker Hauptbahnhof fahren und halten können. Durch den Inntaltunnel werden wie bisher vorwiegend Güterzüge an der Stadt vorbei geleitet.

## Anlagen
Hauptbestandteile der Umfahrung Innsbruck (in Fahrtrichtung Inntal → Brenner):
- Niveaufreies Abzweigbauwerk von der Unterinntalbahn (Fritzens-Wattens 2),
- 488 m lange Innbrücke,
- 12.696 m langer Inntaltunnel,
- Anschluss an die Brennerbahn (Abzw. Innsbruck 1)

### Abzweigbauwerk Fritzens-Wattens 2

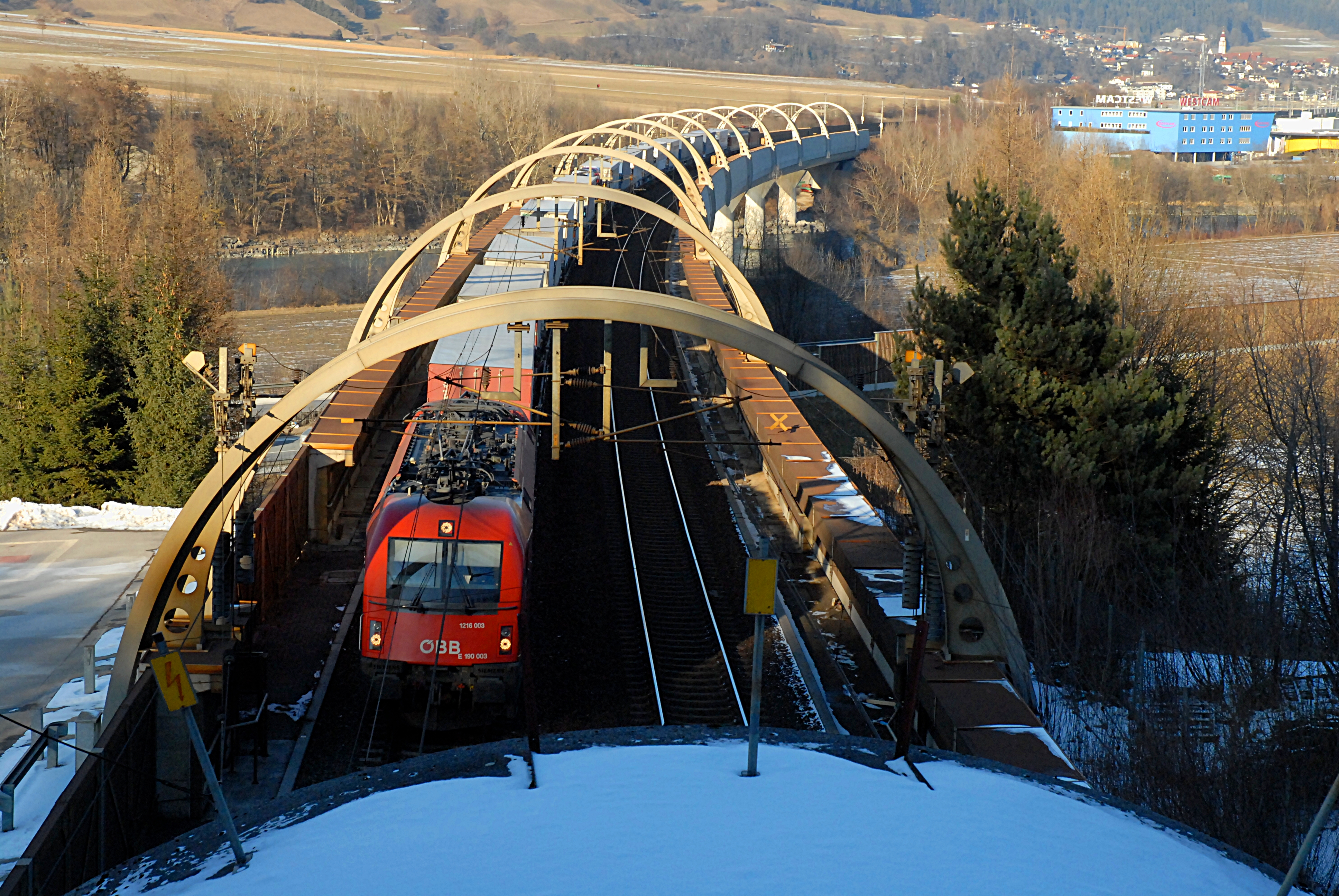
Blick vom nördlichen Portal des Inntaltunnels auf die Innbrücke

Das Abzweigbauwerk Fritzens-Wattens 2 ist im Kilometer 60,980 der Strecke Kufstein–Innsbruck Hbf (Unterinntalbahn) nahe der Haltestelle Volders-Baumkirchen situiert. Das Bauwerk wurde in der Weise angelegt, dass die Züge dort niveaufrei aus- und einzweigen können. Die Gleise der Umfahrung Innsbruck verlaufen dabei zwischen jenen der Unterinntalbahn. Die beiden Streckengleise der Umfahrung werden über das Streckengleis 1 der Unterinntalbahn geführt. Für die Unterinntalbahn wurde in die Abzweigung eine Überleitstelle integriert. Die Weichen sind mit Radien von 1.200 m ausgestattet, die ein Befahren ohne Geschwindigkeitsverlust erlauben. Weiters mündet die neue Hochleistungsstrecke, welche im Zuge des viergleisigen Ausbaues der Unterinntalbahn errichtet wurde, direkt in dieses Verknüpfungsbauwerk ein (ebenfalls innenliegend), was ein direktes Durchfahren ohne Gleiswechsel erlaubt. Die Umfahrung Innsbruck wird damit sozusagen zur Verlängerung der Hochleistungsstrecke.

### Innbrücke
Die Innbrücke ist eine 488 m lange Trogbrücke aus Spannbeton. Sie überquert den Inn und die A12 Inntalautobahn und führt zum unmittelbar daran anschließenden Nordportal des Inntaltunnels. Die Seitenwände der Trogbrücke wurden aus statischen Gründen bis auf 220 cm über die Schienenoberkante hochgezogen. Die Innenwände wurden mit speziellen Kassetten ausgestattet, die den Schienenverkehrslärm absorbieren. Der Bau der Brücke verlief aufwändig, denn zur Wahrung der Mindestdurchfahrtshöhe von 4,20 m musste das über die Inntalautobahn führende, 52 m lange und 2.800 Tonnen schwere Brückenfeld in höher liegender Position betoniert und nach Abbau der Schalung in die Endlage abgesenkt werden. Wegen ihrer besonderen ovalen Bauform – selbst die Oberleitungsmasten sind eiförmig angeordnet – wird die Brücke im Volksmund „Sautrog“ genannt. Die architektonische Planung stammt von Karl Heinz.

### Inntaltunnel
Der Inntaltunnel ist ein zweigleisiger 12,696 km langer Eisenbahntunnel zwischen dem Inntal und dem Wipptal in Tirol. Er wurde im Dezember 2012 vom Münsterertunnel als längster Eisenbahntunnel Österreichs abgelöst.
Der Baubeginn des Inntaltunnels erfolgte im September 1989. Der Bau wurde von beiden Seiten gleichzeitig vorangetrieben. Am 12. Dezember 1992 wurde der Tunnel durchbrochen. Die bauliche Fertigstellung war im Juli 1993. Nach der Verlegung des Oberbaus, der Herstellung der Oberleitung und der sicherungstechnischen Ausstattung des Tunnels erfolgte die Betriebsaufnahme am 29. Mai 1994. Der Tunnel wurde nach der Neuen Österreichischen Tunnelbauweise errichtet. Der Tunnel ist im Gegensatz zu anderen Neubautunnels nicht mit einer Festen Fahrbahn, sondern mit konventionellem Schotteroberbau und Betonschwellen ausgestattet.
Der Ausbruchsquerschnitt ohne Sohlgewölbe betrug 95 m², mit Sohlgewölbe 108 m². Der Gleisabstand entspricht mit 4,70 m jenem von Hochleistungsstrecken.
Etwa in der Mitte des Tunnels wurde bei Streckenkilometer 9,966 eine Überleitstelle errichtet. Diese darf jedoch aus Sicherheitsgründen nur im Falle von Bauarbeiten und bei Betriebsstörungen nach gesonderter Anordnung benutzt werden. Die davor und dahinter liegenden beiden Streckenabschnitte sind zur Erhöhung der Durchlässigkeit mit den Selbstblockstellen Fritzens-Wattens 13 (km 4,174) und Fritzens-Wattens 15 (km 13,242) unterteilt.
Unmittelbar nach den Weichen der Überleitstelle Fritzens-Wattens 14 wurde in Fahrtrichtung links ein Stollen vorangetrieben, über den später mit zwei Gleisen an den geplanten Brennerbasistunnel angeschlossen wird.

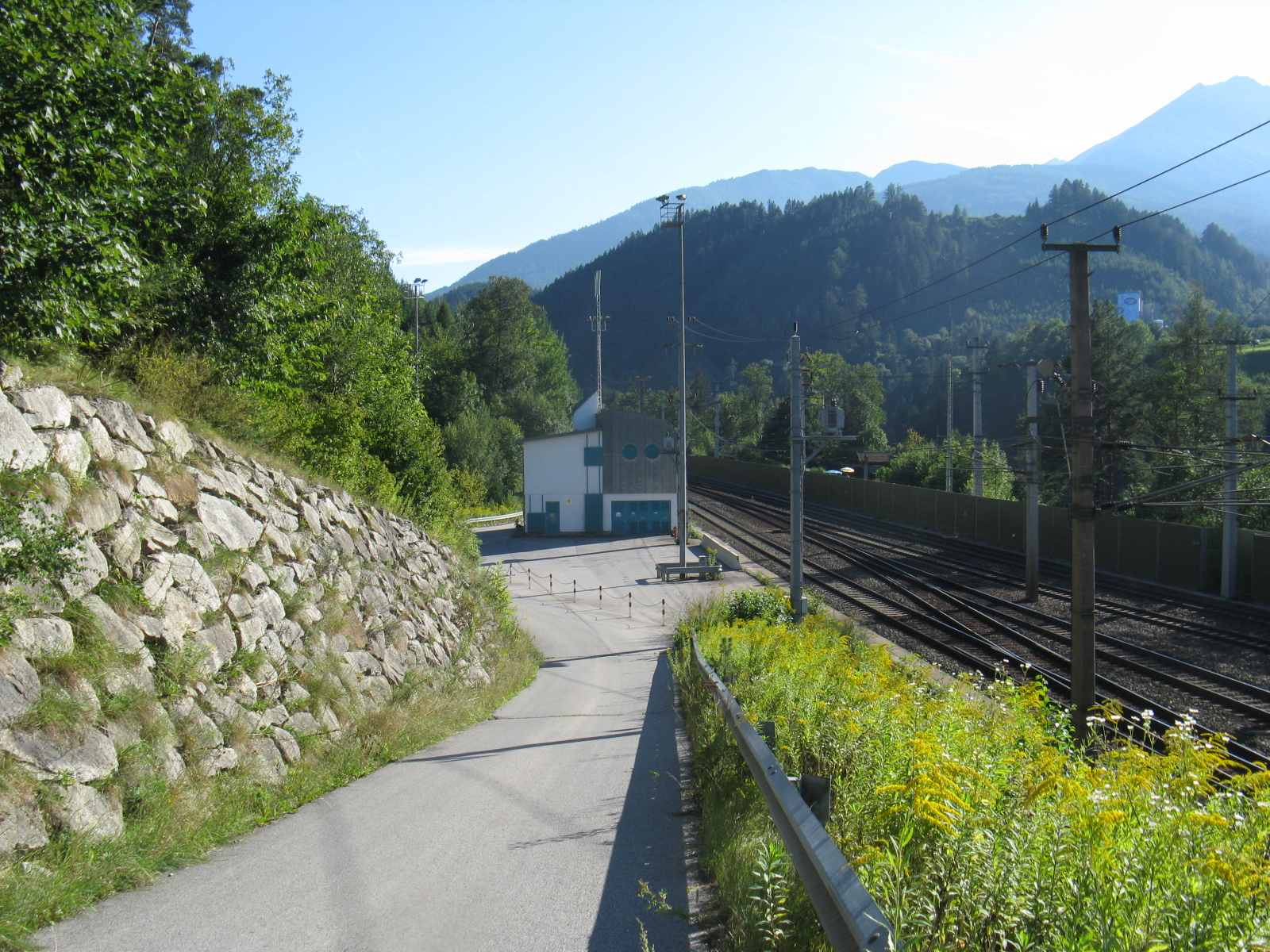
Einsatzzentrale und Rettungsplatz

Neben dem Südportal des Inntaltunnels bei Gärberbach und Vill wurde ein Tunnelrettungsplatz errichtet. Die rund 1200 m² große Fläche dient zum Abstellen von Rettungs- und Bergungsfahrzeugen. Im Ereignisfall kann die ebenfalls dort errichtete Einsatzzentrale jederzeit in Betrieb genommen werden. Die Portalfeuerwehren Hall in Tirol, Tulfes und Volders wurden für die Tunnelrettung von den ÖBB mit speziellen Fahrzeugen und Gerätschaften ausgestattet. In Innsbruck Hauptbahnhof ist ein eigener Tunnelrettungszug stationiert, der spätestens binnen 30 Minuten abfahrbereit sein muss. Von den örtlichen Feuerwehren wurde bemängelt, dass der Tunnel nicht mit einer Löschwasserleitung ausgestattet wurde.
Im Rahmen der Errichtung des Brenner Basistunnels war die Verbesserung des Sicherheitskonzeptes notwendig. Es wurde von 2014 bis 2017 ein Rettungsstollen parallel zum Umfahrungstunnel mit 30 Meter Abstand auf 9,7 Kilometer Länge zwischen Tulfes und der Abzweigung der Verbindungsröhren zum Brennerbasistunnel gebaut. Der befahrbare Stollen hat einen Ausbruchsquerschnitt von rund 35 m² und alle 333 Meter einen Querschlag zum Haupttunnel. Außerdem wurde bei Egerdach der Fensterstollen Ampass errichtet (Portallage im Bereich der Betriebsumkehr Inntalautobahn), der als stadtnah verkehrsgünstig angeschlossene Zufahrt zum Rettungsstollen dient.
Zwischen 14. Juli und 3. September 2018 wurde die Brennerbahn bei Innsbruck Süd gesperrt, in diesem Zeitraum wurde die Einbindung der Umfahrung Innsbruck in den Brennerbasistunnel hergestellt.

### Abzweigung Innsbruck 1
Nach kurzer Freilandstrecke mündet die Umfahrung Innsbruck im Streckenkilometer 79,646 in die Brennerbahn ein. Die Abzweigung wurde mit acht Weichen ausgestattet und so gestaltet, dass Güterzüge beider Fahrtrichtungen gleichzeitig und ohne Geschwindigkeitsverlust ein- und abzweigen können.

## Betrieb
Der Inntaltunnel ist komplett mit allen behördlich geforderten Rettungseinrichtungen ausgestattet und die Betriebsbewilligung ist für alle Zugarten, also auch für Personenzüge, erteilt worden. Allerdings halten alle regulären Personenzüge weiterhin in Innsbruck Hbf, was sich mit einer Befahrung der Umfahrung Innsbruck ausschließt. Häufig wird die Neubaustrecke von Zügen des begleiteten kombinierten Verkehrs befahren.
Die gesamte Strecke ist für den Gleiswechselbetrieb ausgestattet. Zur Unterscheidung der Streckengleise der Unterinntalbahn und der Brennerbahn wurden die Gleise der Umfahrung Innsbruck mit 3 und 4 bezeichnet. Das Regelgleis ist rechts.

Da die Umfahrung Innsbruck in die Brennerbahn einmündet, die Neigungen von bis zu 25 ‰ aufweist, müssen nahezu alle Güterzüge mit Vorspann- oder Nachschiebelokomotiven verstärkt werden. Diese werden meist schon ab dem Bahnhof Wörgl Terminal Nord oder Wörgl Hauptbahnhof beigegeben.
Da der Verschiebebahnhof Hall in Tirol keinen direkten Anschluss an die Strecke hat, müssen Güterzüge, die in Hall manipuliert werden, weiterhin die Stammstrecke der Unterinntalbahn benutzen.

## Trivia
Während der Fahrt des Festzuges 18341 kam es zu einem als unangenehm wahrgenommenen Zwischenfall. Verkehrsminister Viktor Klima übernahm während der Fahrt der Brennerlok 1822.005 selbst die Steuerung. Dabei passierte der Zug ein „Halt“ zeigendes Deckungssignal der Abzweigung Innsbruck Hbf 1. Der Triebfahrzeugführer, der durch den Trubel auf dem Führerstand abgelenkt war, konnte nicht rechtzeitig reagieren. Der Eröffnungszug, der mit geringer Geschwindigkeit fuhr, kam schließlich durch eine automatische Indusi-Zwangsbremsung kurz nach dem Signal zum Stillstand. Der Vorfall wurde in der Presse ausführlich thematisiert.